# Capota (sombrero)

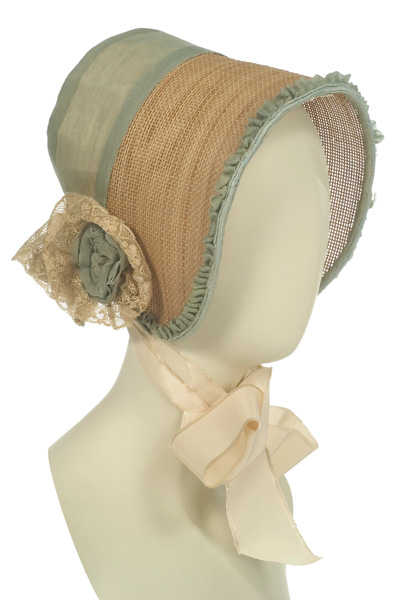
Capota con copa circular y ala recta, de paja y seda, hacia 1840.

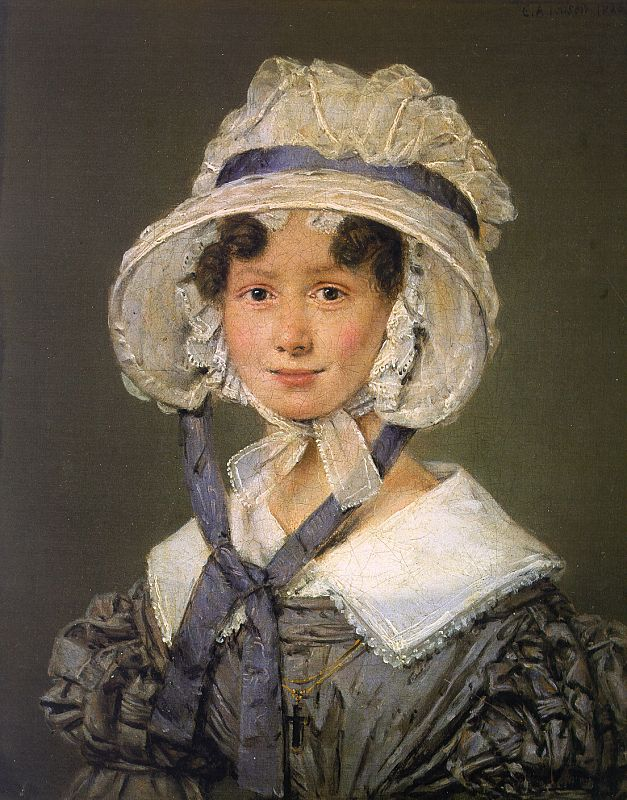
Mujer luciendo una capota, hacia 1826. Obra de C. A. Jensen, La señora Birgitte Hohlenberg.

La capota, palabra proveniente del latín caput (cabeza), es un tocado femenino que cubre la cabeza como una bolsa y se sujeta con una cinta bajo la barbilla. Llegó a ser una pieza fundamental en la indumentaria femenina, tanto en Europa como en los Estados Unidos. Los adornos solían ir en sintonía con el vestido al que acompañaba, con encajes, cintas, flores o plumas.

## Historia
Los inicios a la capota podrían situarse en las cofias de algodón propias tanto de las clases populares como de las grandes damas del siglo XVIII. También podemos citar como antecedente la capucha con armadura de caña recubierta de tela denominada calèche, del siglo XVII, cuya finalidad era proteger la cara del mal tiempo. Este tipo de sombreros se popularizó durante la primera revolución industrial entre la nueva burguesía rural británica, que comenzó a sentir atracción por los paseos por el campo. En España, a diferencia de otras naciones europeas, era más común que las mujeres se cubriesen la cabeza con velos y mantos de paño y, a partir del siglo XVII, con mantos y mantillas de seda. No será hasta la década de 1820 cuando algunas damas españolas de Madrid comiencen a lucir los primeros sombreros por el Paseo del Prado, abriendo poco a poco la moda española a Europa. Mantilla y sombrero convivirán en España, cada uno con sus respectivos defensores, puesto que se asociaba el uso de la mantilla a los sectores tradicionalistas y el sombrero a los liberales. Hacia 1850, las mujeres de las clases más altas de la sociedad española ya usaban sombrero.